# Damadrossel

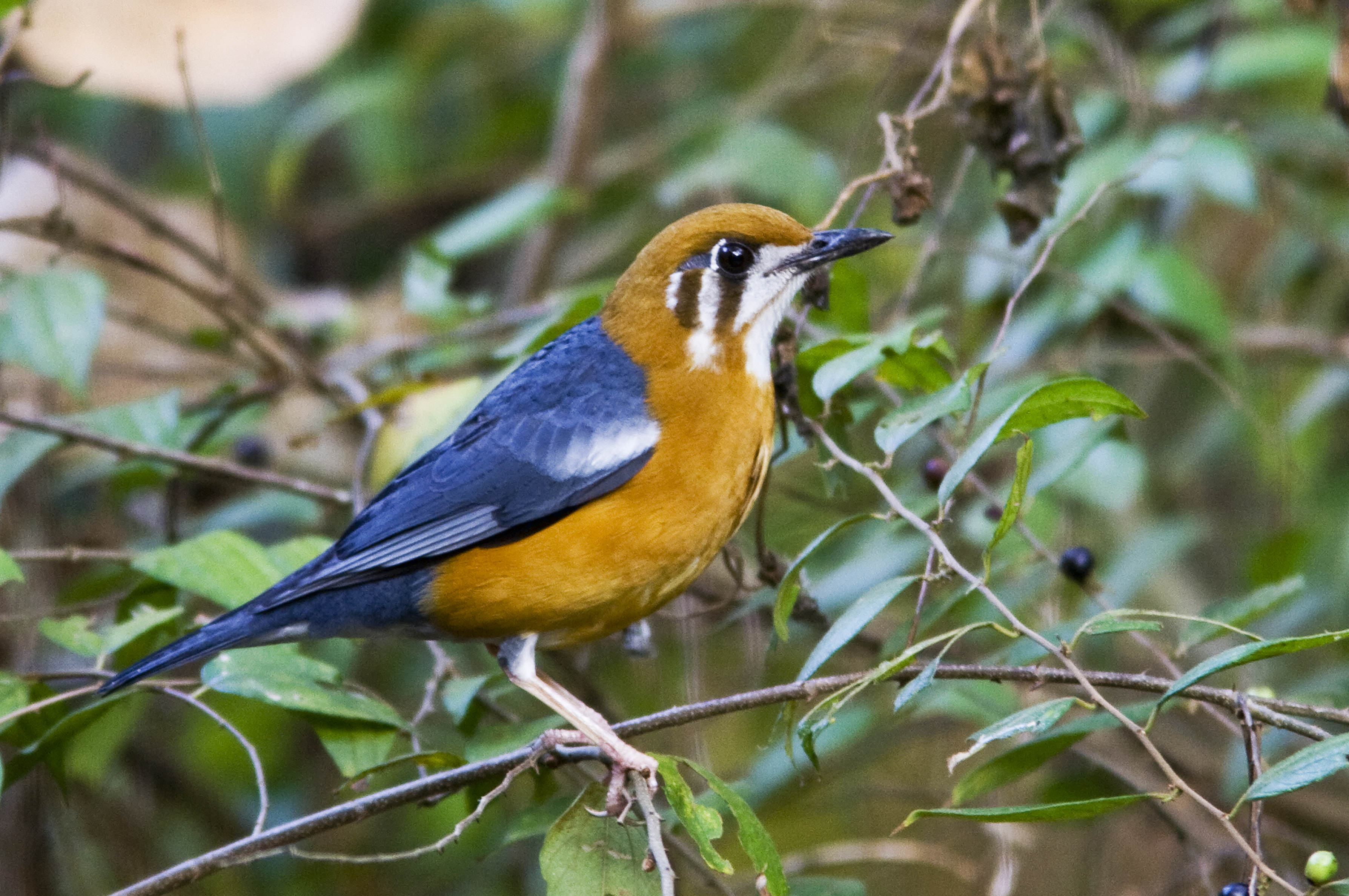
Geokichla citrina cyanota

Die Damadrossel (Geokichla citrina) ist ein in Asien vorkommender Singvogel aus der Familie der Drosseln (Turdidae).

## Merkmale
Die Damadrossel erreicht eine Körperlänge von 20 bis 23 Zentimetern und ein Gewicht von 47 bis 60 Gramm.
Zwischen den Geschlechtern besteht ein gewisser Sexualdimorphismus. Bei den Männchen sind Kopf, Hals, Kehle und die gesamte Unterseite kräftig orangefarben, die Oberseite einschließlich der Flügeldecken und der Schwanzfedern zeigt eine blaugraue Farbe mit einem weißen Flügelfleck. Bei den Weibchen ist der Rücken olivbraun mit hellen Federsäumen.
In einigen Vorkommensgebieten treten Exemplare auf, deren Gesicht und Kehle weißlich ist und mit senkrechten schwarzen Streifen versehen sind. Gelegentlich sind die Handdecken weißlich. Junge Weibchen sind zuweilen unscheinbar olivbraun oder schwach orangefarben und gleichen ihre Gefiederfarbe erst mit zunehmendem Alter derjenigen der Männchen an.
Der Schnabel ist bei beiden Geschlechtern schwarzgrau, die Iris schwarz, Beine und Füße haben eine rötlich gelbe Farbe.

### Ähnliche Arten
Aufgrund der charakteristischen Gefiederfärbung ist die Art unverwechselbar.

## Verbreitung
Die Damadrossel kommt verbreitet in Süd- und Südostasien vor und ist ein Sommergast im Himalaya.
Sie ist meist in Höhenlagen zwischen 250 und 2300 Metern anzutreffen. Die Brutgebiete befinden sich in den südlich gelegenen Himalaya-Regionen von Bangladesch, Bhutan, Kambodscha, China, Indien, Indonesien, Laos, Malaysia, Myanmar, Nepal, Pakistan, Thailand und Vietnam. Für Singapur und Sri Lanka wurde jeweils ein Vorkommen ohne Brut nachgewiesen.

## Lebensweise
Damadrosseln bewohnen überwiegend feuchte, schattige Bereiche in Wäldern und darin vorhandene Lichtungen. Sie suchen im Laub am Boden nach Nahrung, die aus Insekten, Weichtieren und Beeren besteht.

### Lebensdauer
Ihre durchschnittliche Lebenserwartung im natürlichen Lebensraum beträgt drei Jahre.

### Gelege und Brut

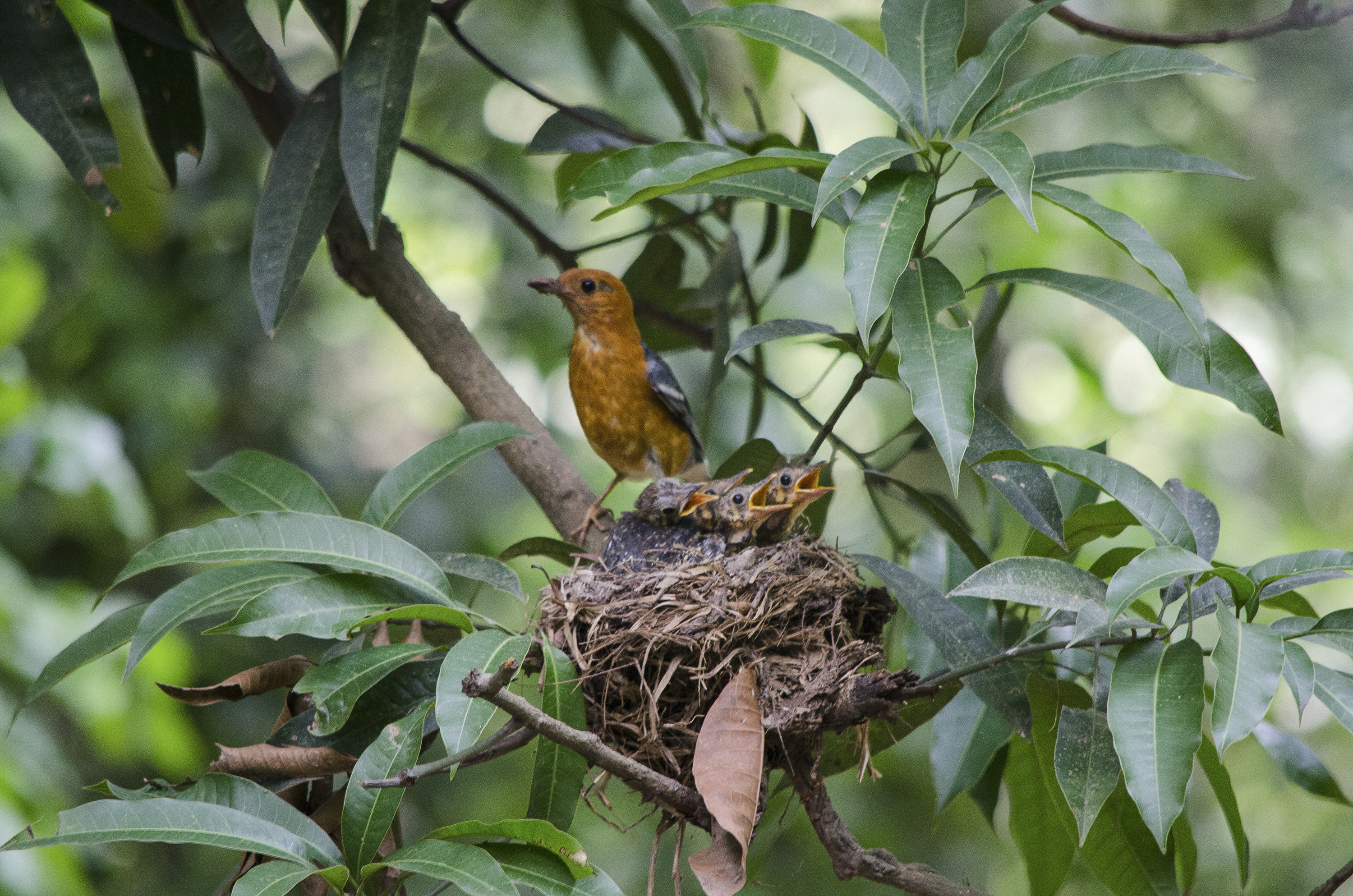
Das Nest der Damadrossel

Die Brut der Damadrossel wird in den Sommermonaten im südlichen Teil des Himalaya vom Nordosten Indiens bis in den westlichen Bereichen von Pakistan durchgeführt. Das Nest besteht aus Pflanzenfasern, Blättern, dünnen Ästen und wird mit Moos, Federn oder Daunen gepolstert. Meist wird es in Astgabeln von Büschen und Bäumen über dem Waldboden errichtet. Das Gelege besteht im Durchschnitt aus drei bis vier Eiern die ca. fünf Gramm wiegen und 12 Tage bebrütet werden.

### Gesang
Ihr Gesang ist klar, wohlklingend, melodiös und setzt sich aus mehreren Strophen mit darin eingebetteten Trillern zusammen. Zu den Rufen gehören ein leises Chuk und ein eher kreischendes Kreeee.

## Bestand und Gefährdung
Die Damadrossel ist in ihrem Verbreitungsgebiet nicht selten und wird demzufolge von der Weltnaturschutzorganisation IUCN als „least concern = nicht gefährdet“ geführt. Die Population wird für China auf ca. 100 bis 10000 Brutpaare und auf ca. 50 bis 1000 wandernde Individuen geschätzt. Die Gesamtpopulation wurde mit der Einstufung „Unbekannt“ ausgewiesen, wodurch sich keine Vergleiche zur Entwicklung der Population ableiten lassen.
Da die Art aufgrund des Vogelfangs für den Handel mit Käfigvögeln und dem anhaltenden Verlust von Waldgebieten vermutlich einen anhaltenden Rückgang der Gesamtpopulation erleidet wurde ein abnehmender Populationstrend von der IUCN ausgewiesen. Für die Unterart Geokichla citrina rubecula die auf Java und Bali vorkommt wurde in freier Wildbahn ein drastischer Populationsrückgang festgestellt.

## Systematik
Es werden 11 Unterarten geführt:
- Geokichla citrina citrina, Himalaya ostwärts bis Nordost-Indien sowie West- und Nord-Myanmar; nichtbrütende Vögel ziehen zuweilen bis in den Süden Indiens und nach Sri Lanka
- G. c. albogularis, Nikobaren
- G. c. andamanensis, Andamanen
- G. c. aurata, Nord-Borneo
- G. c. aurimacula, Zentral-Indochina und Insel Hainan
- G. c. courtoisi, Ost-China
- G. c. cyanota, Zentral- und Süd-Indien
- G. c. gibsonhilli, Zentral- und Südost-Myanmar, Südwest-Thailand; nichtbrütende Vögel ziehen bis zur Malaiischen Halbinsel und nach Singapur
- G. c. innotata, Yunnan, Ost-Myanmar, Nord- und Südost-Thailand, Nordwest- und Süd-Indochina; nichtbrütende Vögel ziehen bis zur Malaiischen Halbinsel
- G. c. melli, Südliche Gebiete Chinas
- G. c. rubecula Java, Bali
- G. c. amadoni und  G. c. orientis werden meist nicht mehr anerkannt.[6]